# Alto comisionado para Palestina y Transjordania
El alto comisionado para Palestina era la autoridad de más alto rango que representaba al Reino Unido en los territorios con mandato de Palestina y Transjordania bajo el Mandato británico de Palestina. En 1928, se creó un puesto separado del alto comisionado para Transjordania, cuyo titular era responsable de supervisar el Emirato de Transjordania; sin embargo, este puesto siempre lo ocupó simultáneamente el alto comisionado para Palestina. 
El embajador británico en Amán era "responsable al alto comisario en su función como representativo del poder obligatorio, pero no en su capacidad cuando cabeza de la Administración Palestina".
Estuvieron basados en Jerusalén. La oficina comenzó el 1 de julio de 1920, antes del comienzo del mandato el 29 de septiembre de 1923, y reemplazó la ocupación militar británica bajo la Administración de Territorio de Enemigo Ocupada, el cual había operado en Palestina en 1917-1918. La oficina cesó con la expiración del mandato el 15 de mayo de 1948.

Casa de gobierno, Armon HaNetziv, Jerusalén.

## Lista de altos comisionados
| N.º | Alto comisionado                                   | Inicio del cargo        | Fin del cargo           |
| --- | -------------------------------------------------- | ----------------------- | ----------------------- |
| 1   | Sir Herbert Louis Samuel                           | 1 de julio de 1920      | 30 de junio de 1925     |
| 2   | Sir Mariscal de campo Herbert Onslow Plumer        | 25 de agosto de 1925    | 31 de julio de 1928     |
| 3   | Sir Harry Charles Luke (interino)                  | 31 de julio de 1928     | 6 de diciembre de 1928  |
| 4   | Sir John Canciller                                 | 6 de diciembre de 1928  | 1 de noviembre de 1931  |
| 5   | Sir Mark Aitchison Young (interino)                | 1 de noviembre de 1931  | 20 de noviembre de 1931 |
| 6   | Sir Arthur Grenfell Wauchope                       | 20 de noviembre de 1931 | 1 de marzo de 1938      |
| 7   | William Denis Battershill (interino para Wauchope) | septiembre de 1937      | 24 de noviembre de 1937 |
| 8   | Sir Harold MacMichael                              | 3 de marzo de 1938      | 30 de agosto de 1944    |
| 9   | Mariscal de campo Lord Gort                        | 1 de noviembre de 1944  | 5 de noviembre de 1945  |
| 10  | Sir Alan Cunningham                                | 21 de noviembre de 1945 | 14 de mayo de 1948      |